# Jean de Pange

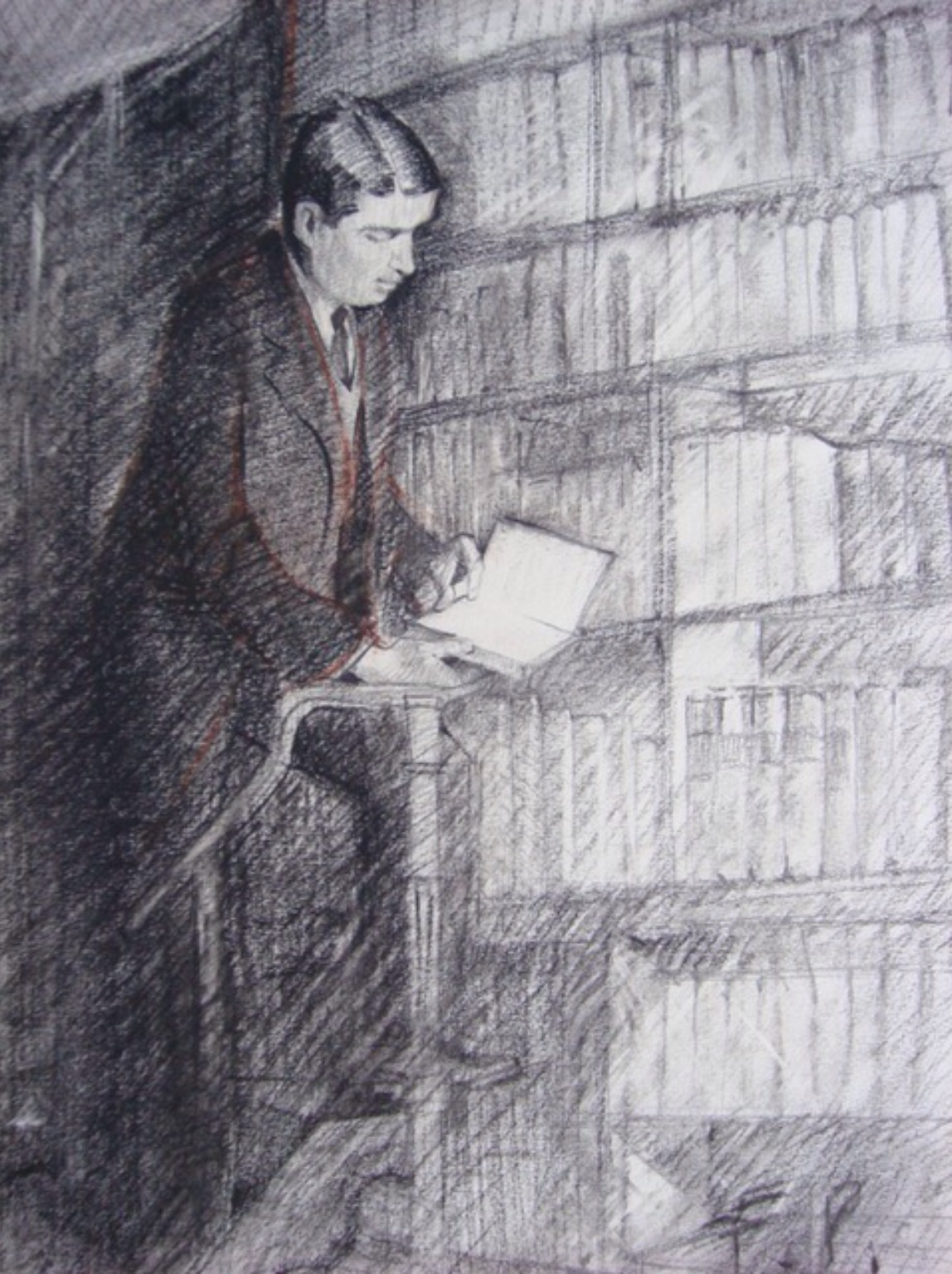
Jean de Pange nella sua biblioteca in Rue de Varenne, ritratto da suo figlio François de Pange

Jean Thomas de Pange (Parigi, 8 aprile 1881 – Parigi, 20 luglio 1957) è stato uno storico e scrittore francese.

## Biografia
Nato in una famiglia della nobiltà della Lorena che deriva il suo titolo di conte dal castello omonimo nei pressi di Metz, Jean de Pange compì i suoi studi di Lettere e di Diritto a Parigi. Allievo della École des chartes, discusse nel 1903 una tesi intitolata Introduction au catalogue des actes de Ferri III, duc de Lorraine (1251-1303). Nel 1910, sposò la principessa Pauline de Broglie.
Fu profondamente marcato dall'infanzia trascorsa a Vienna, dove suo padre era diplomatico. Subì l'influenza della questione dell'Alsazia e della Lorena che divideva Francia e Germania. Partigiano della doppia cultura, dello spirito transnazionale e del federalismo, auspicava avvicinare i popoli e non contrapporli. La sua vita fu spesa nell'impegno per l'unione dei popoli d'Europa e nella lotta contro tutte le forme di totalitarismo. Amico di Robert Schuman, fu uno dei sostenitori dell'idea europeista nel periodo fra le due guerre mondiali.
Fin dall'inizio degli anni '30, si oppose al Nazionalsocialismo, dialogando con gli emigrati giunti dalla Germania. Questo impegno contro il nazismo lo portò ad essere arrestato dalla Gestapo il 16 maggio 1941 a Parigi.
Uno dei licei di Sarreguemines porta il suo nome.

## Opere in francese
- En Corée, Paris, Hachette, 1904.
- Introduction au Catalogue des actes de Ferri III, Paris, Champion, 1904.
- Les Lorrains et la France au Moyen Âge (introduzione di Jean de Pange), Paris, Honoré Champion, 1919.
- La Rhénanie, Félix Alcan, 1922.
- Les sources de l’histoire des territoires rhénans (in collaborazione con Charles Schmidt; J. Estienne; J.de Font-Réaulx; A.Pfeiffer et G.Ritter), Paris, Rieder, 1921.
- Les Libertés rhénanes (Pays rhénans, Sarre, Alsace), Paris, Perrin, 1922.
- Goethe en Alsace, Les Belles Lettres, 1925
- Les soirées de Saverne, Paris, Attinger, 1927.
- Les deux cités, Paris, Attinger, 1929.
- La Cathédrale de Metz, Paris, Bloud et Gay, 1932.
- Ce qu’il faut savoir de la Sarre, Les Portiques, 1934.
- Comment se fait un roi, Plon, 1937.
- Le Rhin, Nil de l’Occident, Les Ordres de Chevalerie, 1946.
- Mes Prisons, Paris, Desclée de Brouwer, 1945.
- L'Allemagne depuis la Révolution française (1789-1945), Paris, Fayard, 1947.
- Le Roi très chrétien, Fayard, 1949 (riedizione – Arma Artis, 1985, Paris).
- Les Meules de Dieu: France-Allemagne-Europe, Paris, Alsatia, 1951.
- La danse de Çiva, Genève, La Palatine, 1961.
- L’Auguste Maison de Lorraine, Lyon, éditions Dugast Rouillé, 1966.
- Le chevalier du Sang, Mercure de France, 1968.
- Journal, t.I (1927-1930), introduzione della contessa Jean de Pange, Paris, Grasset, 1964.
- Journal, t.II (1931-1933), introduzione della contessa Jean de Pange, Paris, Grasset, 1967.
- Journal, t.III (1934-1936), introduzione della contessa Jean de Pange, Paris, Grasset, 1970.
- Journal, t.IV (1937-1939), introduzione e note di Victor de Pange, Paris, Grasset, 1975.

Dedicò numerosi articoli allo statuto dell'Alsazia-Lorena, alle questioni linguistiche, alla storia della Lorena e di Metz, ai paesi renani (Alsace, Rhénanie, Sarre) e al riavvicinamento franco-tedesco. Nel 1936 tenne un'importante relazione sui legami che uniscono la Lorena e l'Austria davanti l'Accademia austriaca, a tal proposito fu pubblicato un articolo nella rivista  "Stimmen aus Lothringen" , Voix de la Lorraine.